# Mikojan-Gurewitsch SM-50
Die Mikojan-Gurewitsch SM-50 (russisch Микоян-Гуревич СМ-50) war ein sowjetisches Abfangjagdflugzeug, das 1959 durch den Umbau einer serienmäßigen MiG-19S entstand. Sie war der Versuch, durch den Einbau eines Raketentriebwerks in einer großen Wanne unter dem gesamten Rumpf die Höhen- und Steigleistung der MiG-19 zu steigern, um so sehr hoch bzw. sehr schnell anfliegende Ziele abfangen zu können. Letztlich wurde diese Auslegung als für einen militärischen Einsatz zu aufwendig angesehen, zumal zur Bekämpfung solcher Ziele zunehmend Flugabwehr-Raketen ihre Tauglichkeit bewiesen.

## Technische Daten
| Kenngröße              | Daten                                                                        |
| ---------------------- | ---------------------------------------------------------------------------- |
| Besatzung              | 1                                                                            |
| Länge                  | 11,82 m                                                                      |
| Spannweite             | 9,00 m                                                                       |
| Startmasse             | 9000 kg                                                                      |
| Höchstgeschwindigkeit  | 1800 km/h                                                                    |
| Steigzeit auf 20.000 m | 8 min                                                                        |
| Gipfelhöhe             | 24.000 m                                                                     |
| Reichweite             | 800 km                                                                       |
| Triebwerke             | zwei TL RD-9BM, je 3200 kp mit Nachbrenner; 1 Raketentriebwerk U-19, 3100 kp |
| Bewaffnung             | 2 Kanonen 30 mm                                                              |